# モンゴル国商工会議所・日本
モンゴル国商工会議所・日本（モンゴル語: Монголын Үндэсний Худалдаа Аж Үйлдвэрийн Танхимын Япон Дахь Салбар Танхим 
英語: Mongolian National Chamber of Commerce and Industry in Japan、略称: MNCCIJ）は、日本とモンゴル国の経済、文化の交流と発展に寄与することを主たる目的として2005年9月1日に設立された在日外国商工会議所。
ウランバヤル・ウルジ（U・ウルジ、モンゴル語: Уламбаярын Өлзийням、英語: Ulambayar Ulziinyam）が会頭を務めている。彼女は、駐日モンゴル国大使館参事官を兼任している。